# Parafia Najświętszej Maryi Panny i św. Mikołaja w Lądzie
Parafia Najświętszej Maryi Panny – jest jedną z 7 parafii leżącą w granicach dekanatu zagórowskiego. Erygowana w 1890 roku. Prowadzą ją księża Salezjanie.

## Dokumenty
Księgi metrykalne:
- ochrzczonych od 1890 roku
- małżeństw od 1890 roku
- zmarłych od 1890 roku